# Colostygia pyreneata
Colostygia pyreneata là một loài bướm đêm trong họ Geometridae.